# 北神急行電鉄
北神急行電鉄株式会社（ほくしんきゅうこうでんてつ）は、かつて兵庫県神戸市で北神線を運営していた鉄道会社である。略称および通称は北神急行、北神、北急（ほくきゅう）であった。谷上駅の駅ビルである神戸電鉄SHビル内に本店を置き、本社事務所は谷上駅西側の車両基地敷地内にあった。
阪急電鉄や神戸電鉄などの出資で設立された純民間出資会社であり、第三セクターではない。阪急阪神ホールディングスの連結子会社であり、神戸電鉄の持分法適用会社であったため、阪急阪神東宝グループと神戸電鉄グループに所属していた。

## 概要

### 設立の経緯
神戸電鉄開発部（現：不動産事業本部）や神鉄エンタープライズをはじめとする民間デベロッパーの北神地区における大規模住宅地開発によって、神戸電鉄有馬線の輸送力は昭和50年代にすでに飽和状態にあった。このため、車両の増備や施設の改良をはじめとする輸送力増強施策を積極的に進めたが、このような神戸電鉄の努力にも関わらず、沿線人口予測は輸送力の伸びを遥かに上回る需要が予測され、昭和60年代前半には1時間あたりの最多通過人員は約3万人に達し、最終的にはさらにその約1.5倍の輸送需要が見込まれた。
このため、有馬線と同じように北神地区と都心を結ぶ、もう1本のバイパス路線「北神線」の建設が計画され、都市交通審議会においても「神戸電鉄が建設すべき路線」として答申がなされた。しかしながら、六甲山系を日本民鉄最長（当時）の長大トンネルで貫く巨額の建設費による経営圧迫は、到底準大手民鉄（当時）の神戸電鉄に耐え得るものではなく、さらに公園都市線建設や各線複線化工事などの大規模プロジェクトを抱えた神戸電鉄にとっては、北神線の建設を自力で行うことは経営破綻を招く恐れがあった。
このため神戸電鉄では、1961年（昭和36年）より事業提携を行っている大手民鉄の阪急電鉄に対して援助を要請して、神戸電鉄と阪急電鉄を中心に別会社を設立して建設、開業後に経営が安定した段階で神戸電鉄が吸収することに決定した。
1979年（昭和54年）10月29日、神戸電鉄を筆頭株主（33%出資）に、阪急電鉄・太陽神戸銀行（現：三井住友銀行）をはじめとする神戸財界の出資によって北神急行電鉄株式会社が設立された。会社設立にあたっては神戸電鉄側から神戸市に対しても数パーセントの出資要請があったが、｢将来、神鉄に吸収合併されることが確実である会社に出資することは不適当」との理由から純民間企業として発足するに至った。役員は全12人中、神戸電鉄から最多の4名が選出され、代表取締役社長も神戸電鉄中田大三社長が兼務した。本店は神鉄不動産管理の神鉄ビル内に置かれた。

### 北神線の開業
谷上 - 新神戸間の建設工事は、1981年（昭和56年）より本格的に開始され、1988年（昭和63年）4月2日には建設費約710億円を費やした北神線が開業した。開業にあわせて谷上駅には神戸電鉄が、ハイテクランド（鉄道や宇宙、コンピュータをテーマとしたアミューズメント施設）やレストランからなる「SHビル」を建設、テレビCMも放映し、日本民鉄最長となった北神トンネルのブームを支えた。開業当初の主な社員・運転士は神戸電鉄などからの出向者・OBであった。
当初の計画では建設費の710億円は約25年間で返済予定で、開業8年後には単年度黒字を目指していた。この時点で親会社の神戸電鉄に吸収合併され、神戸電鉄は大手私鉄へ参入する予定であり、この計画は覚書も締結されていた。

### 路線譲渡による解散
債務負担の増加から、2002年に北神線の線路などの施設を神戸高速鉄道へ売却し、列車の運行業務のみを行う第二種鉄道事業者となっていた。ただし2020年5月末までは谷上駅など一部施設を保有していた。
2018年12月27日には、神戸市北区における郊外開発や地域振興、人口増加を図ることを目的に、北神急行電鉄の事業を神戸市交通局が譲り受けて北神線を市営化（公有化）し、相互直通運転を行っている神戸市営地下鉄西神・山手線の一部にすることで運賃を値下げしたいという神戸市の意向が明らかにされ、神戸市の提案に阪急が応じ協議を始めることになった。そして2019年3月29日には、遅くとも2020年10月1日までに「神戸市交通局が阪急電鉄グループが保有する北神急行線にかかる資産等の譲渡を受ける」こと、および「北神急行線と市営地下鉄の一体的運行」を実施することにつき、基本合意が成立したと神戸市から発表された。これを受けてマスコミ各社は「市営化」と報道した。
神戸新聞によると、神戸市交通局は駅や車両、トンネルなど北神急行に関係する資産（簿価約400億円）を198億円で譲り受けるとされているため、阪急阪神ホールディングスは2019年3月期連結決算において約190億円の減損損失を計上することとした。
2019年10月10日には、北神急行電鉄の従業員を神戸電鉄へ出向させ、神戸電鉄が受託する北神線の運行業務に充当する見込みであることが報道された。
2020年3月4日、北神急行電鉄から神戸市への北神線の第二種鉄道事業の譲渡が、神戸高速鉄道から神戸市への同線の第三種鉄道事業の譲渡とともに国土交通大臣に認可され、同年6月1日に神戸市営地下鉄北神線となった。なお、北神急行電鉄の運行に携わる社員は神戸電鉄鉄道事業本部北神営業部に移籍し、神戸電鉄が北神線の運行を受託した。その他、筆頭株主の阪急電鉄へ異動した社員もいる。
2020年8月31日の株主総会で解散を特別決議した。その後は社長である三田和司が代表清算人となり清算業務を行うために転籍しなかった社員と共に清算業務にあたり、2021年3月3日付で清算結了により法人格が消滅した。

## 歴史
- 1969年（昭和44年）11月17日 - 都市交通審議会第11号答申
- 1977年（昭和52年）9月21日 - 北摂・北神地域鉄軌道委員会設置
- 1978年（昭和53年）10月19日 - 地下鉄・北神急行検討委員会設置
- 1979年（昭和54年）
  - 6月9日 - 北神急行電鉄発起人会開催
  - 8月4日 - 神戸市営地下鉄との相互直通運転に関する覚書調印。運輸大臣あて地方鉄道敷設免許申請書提出 　　
  - 10月29日 - 北神急行電鉄株式会社設立登記完了。
- 1980年（昭和55年）12月15日 - 北神線工事着工。
- 1984年（昭和59年）8月9日 - 北神トンネル(7,276 m)[15] が貫通。
- 1988年（昭和63年）
  - 3月3日 - 北神線工事竣工。
  - 3月15日 - 北神線の試運転開始。
  - 4月2日 - 北神線開業[16]。
- 1992年（平成4年）4月1日 - 神戸市営地下鉄との乗継割引き運賃設定。
- 1994年（平成6年）12月1日 - 喫煙コーナーを除き、駅構内を終日禁煙とする[報道 6]。
- 1999年（平成11年）10月1日 - スルッとKANSAI導入開始。
- 2002年（平成14年）
  - 4月1日 - 北神線を神戸高速鉄道に譲渡し、同線の第一種鉄道事業者から第二種鉄道事業者となる。
  - 12月16日 - 谷上方前から3両目に日本初の終日女性専用車両を設置。
- 2006年（平成18年）10月1日 - PiTaPa導入開始。
- 2007年（平成19年）9月30日 - 神戸電鉄が不動産の評価損発生に伴い北神急行への経営支援を中断。これに先立ち2007年9月28日に、阪急電鉄より100億円の無利息融資を受け、阪急阪神ホールディングスの持分法適用関連会社から連結子会社に変更となる[広報 7]。これにより阪急電鉄からの融資総額は270億余りとなった。
- 2015年（平成27年）3月3日 - 全国交通系IC相互利用サービスに対応。
- 2017年（平成29年）4月15日 - IC乗車カード「ICOCA」、および「ICOCA定期券」の発売を開始[広報 8]。
- 2018年（平成30年）12月27日 - 北神急行電鉄の事業を神戸市交通局が譲り受け、北神線を市営化することについて[報道 1]、神戸市の提案に対し阪急電鉄が協議に応じることで合意[報道 7][広報 9]。
- 2019年（平成31年）3月29日 - 神戸市が、事業を譲り受け北神線を市営化することについて阪急電鉄と基本合意したと発表[報道 3][広報 1]。
- 2020年（令和2年）
  - 5月13日 - 神戸電鉄が、6月1日付で北神営業部を新設し北神線の運行等を受託することを発表[広報 5]。
  - 6月1日 - 北神急行電鉄が北神線の第二種鉄道事業を、神戸高速鉄道が第三種鉄道事業を神戸市に譲渡。北神線が神戸市交通局に移管される[広報 3][報道 5]。
  - 8月31日 - 株主総会で解散が決議され解散した[14]。
- 2021年（令和3年）3月3日 - 清算結了により法人格が消滅。

## 路線

路線図（茶色の区間が北神線）

- S  北神線

## 車両基地
- 谷上車両基地

## 車両

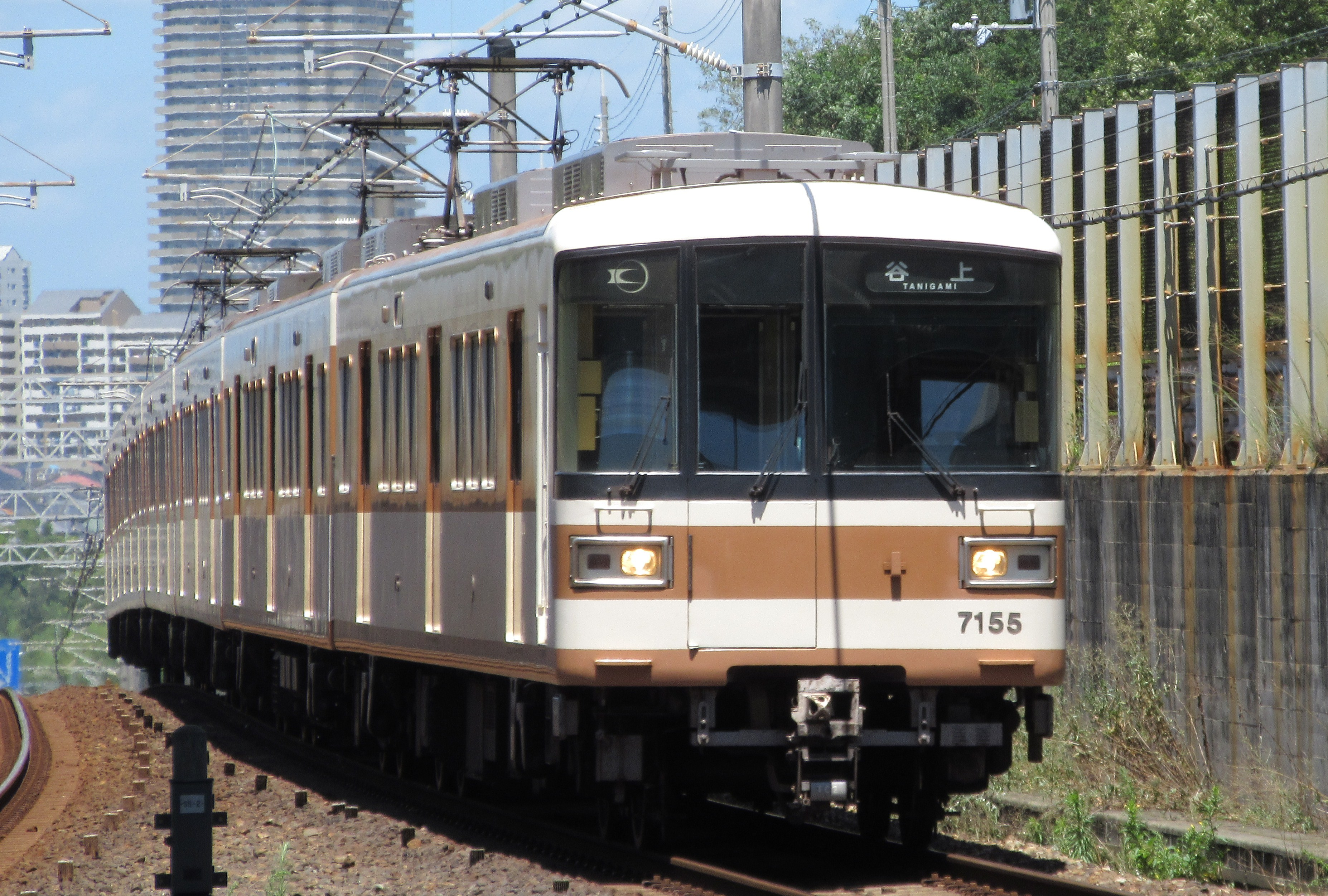
7000系

- 7000系

## 運賃
- 大人普通旅客運賃：全線370円均一（小児は半額・10円未満切り上げ）。2019年10月1日現在[17]。
  - 谷上駅 - 神戸市営地下鉄各駅（新神戸駅経由）は30円引き（小児は20円引き）。
  - 鈴蘭台駅以東の神戸電鉄各駅 - 神戸市営地下鉄の各駅（谷上駅、新神戸駅経由）を乗り継ぐ場合は30円引き（小児は大人割引運賃の半額）。
  - 鈴蘭台駅以東の神戸電鉄各駅 - 新神戸駅（谷上駅経由）を乗り継ぐ場合は10円引き。箕谷駅、花山駅発着の場合は20円引き（小児は大人割引運賃の半額）。

かつては430円だったが、兵庫県および神戸市から交付される補助金により1999年4月1日に350円に値下げされた。2014年4月1日に消費税の税率引き上げに伴い360円、2019年10月1日の消費税の税率引き上げに伴い370円にそれぞれ値上げされた。
北神線ではPiTaPaや西日本旅客鉄道（JR西日本）のICOCAなどの全国相互利用対応カード（前記のほか、Kitaca・Suica・PASMO・manaca・TOICA・nimoca・はやかけん・SUGOCA）が利用できた。さらに2017年4月15日より北神急行電鉄にてICカード「ICOCA」および「ICOCA定期券」（神戸市交通局などとの連絡定期を含む）の発売も開始した。
なお、土休日や学休期（夏休みと年末年始）の平日に「エコファミリー」と申告することで、大人1人につき小児2人までの北神急行及び神戸市営地下鉄・バス（神戸交通振興バス含む）の小児運賃が無料になるサービスを実施していた。

## 経営状態
2002年度以降の経営状態は次のとおりである。運賃引き下げなどにより乗客数は少しずつ増加傾向にあった。
| 年度     | 純利益        | 累積欠損金    | 出典   |
| -------- | ------------- | ------------- | ------ |
| 2018年度 | ▲73億5100万円 | 350億9800万円 | [ 1 ]  |
| 2017年度 | 1億3500万円   | 279億1300万円 | [ 20 ] |
| 2016年度 | 1億7800万円   | 280億4800万円 | [ 21 ] |
| 2015年度 | 1億2800万円   | 282億2600万円 | [ 22 ] |
| 2014年度 | 1億5400万円   | 283億5400万円 | [ 23 ] |
| 2013年度 | 2億8900万円   | 285億900万円  | [ 24 ] |
| 2012年度 | 3億8400万円   | 287億9900万円 | [ 25 ] |
| 2011年度 | 3億300万円    | 291億8400万円 | [ 26 ] |
| 2010年度 | 2億6600万円   | 294億8800万円 | [ 27 ] |
| 2009年度 | 1億7500万円   | 297億5400万円 | [ 28 ] |
| 2008年度 | 8800万円      | 299億2900万円 | [ 29 ] |
| 2007年度 | 1億6300万円   | 300億1700万円 | [ 30 ] |
| 2006年度 | 1億8900万円   | 301億8100万円 | [ 31 ] |
| 2005年度 | 2億4900万円   | 303億7100万円 | [ 32 ] |
| 2004年度 | 1億4600万円   | 306億2100万円 | [ 33 ] |
| 2003年度 | 1億6400万円   | 307億6700万円 | [ 34 ] |
| 2002年度 | 1億7100万円   | 309億3200万円 | [ 35 ] |

## マスコット
2014年に行われた「北神急行コンテスト」において以下の3キャラクターがマスコットとして選出されている。
北神 弓子（きたがみ きゅうこ）
巫女をモチーフとした萌えキャラ。名前は2014年の北神急行フェスティバルにおける参加者の投票で決定された。
誕生日は4月2日（北神線開業日と同じ）で北区出身、血液型はA型、趣味はコスプレとお菓子作り、おっとりした性格で好物はお餅。
神戸市北区の六條八幡宮の巫女にして北神急行の守り神という設定。弓から放つ矢のごとく、谷上駅から新神戸駅まで瞬時に移動できる技を持つという。
同じく神戸市出身のキャラクター・いまいち萌えない娘をはじめとした兵庫県内の萌えキャラクターたちと「ひょもりん」というユニットを組んでいる。
また、日本鬼子、清水みぽんとともに「おにきたぽんっ！」というユニットを結成し主にワンドロなどTwitterで活動していたが、北神弓子は地域活性化に専念するため2016年8月20日に「おにきたぽんっ！」から脱退することが発表された。
2015年12月、神戸市北区山田町の総氏神である六條八幡宮と協同で、地域活性化プロジェクトを開始することが発表された。プロジェクト第一弾として、2016年1月1日より御守り袋に北神弓子のイラストと電車をあしらった「夢かなう幸福御守」の授与を六條八幡宮にて開始する。
ノリノリス
リスをモチーフとしたゆるキャラ。
近隣の森の生まれだが、駅で迷っていた所を北神急行駅員に救われたのをきっかけにお手伝いをするようになったという。その出生と正体は謎に包まれているとのこと。
ほくしんトン
北神トンネルをモチーフとしたゆるキャラ。
2016年秋より以下のキャラクターが追加されている。
北神 往来（きたがみ おうらい）
北神弓子の兄。北神急行電鉄の技術課で車両保守の仕事をしている。
誕生日は6月23日、O型、趣味はバイクツーリングと茅葺き職人の手伝い。
2020年6月の北神線市営化に伴い、北神弓子の著作権が神戸市交通局へ移譲となり、同年9月に残り3キャラクターの著作権も神戸市交通局に移譲している。